# Cañón de Cotahuasi
El cañón de Cotahuasi (conocido también como Cañón de las maravillas o Subcuenca del Cotahuasi) es un cañón que se ubica aproximadamente a 400 km al noroeste de la ciudad de Arequipa, en el Perú.

## Profundidad
Con una profundidad de 3,535 m, es uno de los cañones más profundos del mundo, siendo superado solo por algunos como: Cañón de Yarlung Tsangpo con 5,590 m, Cañón de Apurímac con 4,691 m, Cañón de Kali Gandaki con 4,375 m de profundidad. Si se considera desde el fondo del cauce del río hasta el pico de las montañas cañón, el Cotahuasi alcanza hasta 6,093 metros en algunos puntos.
Cabe resaltar que el recorrido de 100 kilómetros abarca desde la laguna de Huanzo, en la naciente del río Cotahuasi, hasta el cruce de éste con el río Ocoña.

## Historia
La historia del Cañón de Cotahuasi está directamente relacionada con la historia de la provincia de la Unión. Esta región fue ocupada durante el II Horizonte Tardío por la cultura Wari, la cual a su vez sucumbió por la cultura Inca alrededor del año 1165 d. C. Mientras los Incas tuvieron posesión de estas tierras, la utilizaron como ruta para comunicar Cusco con la costa y así acortar la conocida “ruta de la sal”.
Durante el virreinato, La provincia de la Unión fue utilizada como centro minero y vitivinícola.
En 1834, durante el conflicto bélico entre el general liberal Orbegoso y los conservadores Gamarra y Salaverry, la población de Cotahuasi tomó parte activa a favor de Orbegoso, ganando las batallas de Chahua y Alto de la Luna; en reconocimiento a esta labor, Orbegoso, cuando ya asciende al poder presidencial, otorga a la provincia de La Unión su titulación como tal, la cual se hace efectiva desde el 4 de mayo de 1835, siendo ratificada por el Congreso de Huancayo el 11 de agosto de 1939.
Respecto al pueblo de Cotahuasi, el Estado peruano lo elevó a la condición de ciudad el 12 de septiembre de 1898.
-Dio

## Etimología
Tiene tres posibles orígenes:
1. La unión de los vocablos quechuas "ccoto" y "huasi", en castellano "reunión" y "casa", lo que significaría "reunión de las casas".
2. Según Antonio Raimondi, "ccoto" se hace referencia al mal del bocio (inflamación de las Tiroides por el consumo de sal de las minas que carecen de yodo), por lo que Cotahuasi significaría "casa del bocio", o también de vocablo quechua que significa "ccoto" reunido o junto, que significaría casas juntas.
3. Otra versión, tomando en consideración el vocablo aimara "cota", cuya traducción al castellano es "laguna", daría como resultado "casa de la laguna". Esta posibilidad supone que en tiempos pertenecientes al formativo haya existido ocupación aimara en estos territorios, cuando la laguna de Chaquicocha era mucho más grande.

## Localización
La Subcuenca de Cotahuasi se localiza al Sur del Perú. Está delimitada por las siguientes coordenadas UTM 683,370 y 790,415 Este y 8’275,582 y 8’380,125 Norte. Comprendida entre los 14°40´22" y 15°35´27" Latitud Sur, 72°19´15" y 73°18´08" Longitud Oeste.
La Subcuenca de Cotahuasi coincide espacialmente con la provincia de La Unión, en la Región Arequipa, es uno de afluentes del río Ocoña, forma parte de la vertiente del Océano Pacífico

## Accesibilidad
Se ubica a aproximadamente 400 km al noroeste de la ciudad de Arequipa. La única vía carrozable con la que se articula al resto del país es la vía que pasa por Chuquibamba (provincia de Condesuyos- Arequipa) y luego Aplao (provincia de Castilla- Arequipa), se vincula con la Panamericana Sur. 
Dos compañías de bus salen del Terminal terrestre de Arequipa, a las 4:00 p. m.. El recorrido en bus es de 10 a 12 horas de viaje, dirigiéndose hacia los poblados de Siguas, Corire y Aplao, en el corazón del fértil valle de Majes y, desde allí, inicia el ascenso hacia la pintoresca localidad de Chuquibamba. Después de eso la carretera no está asfaltada, se sigue en ascenso hasta Vizca, pasa por un puerto a más de 4500m entre los volcanes Solimana y Coropuna para luego descender al cañón de Cotahuasi.
El río Cotahuasi nace en la laguna de Huanzococha a más de 4.750 msnm recibiendo después el aporte del río Huayllapaña en las cercanías de Pampamarca, por el norte, y el Huarcaya próximo a Tomepampa, hacia el oeste, recorre así todo el cañón para luego unirse con el río Maran y formar el río Ocoña que desemboca en el Océano Pacífico.

## Área natural protegida
Superficie de 490.550 ha con 122,26 km de largo y 80,61 km de ancho.
La provincia de La Unión es una reserva paisajista que se estableció mediante un decreto supremo en mayo de 2005. Esta reconocida como reserva paisajista porque es un área donde se protege el ambiente cuya integridad geográfica muestra una armoniosa relación entre el hombre y la naturaleza, albergando importantes valores naturales, estéticos culturales.
La Subcuenca del Cotahuasi, coincide especialmente con la provincia de La Unión Arequipa, es un espacio en el que la adaptación del hombre al ambiente exige un esfuerzo muy grande. Por ejemplo, los cultivos agrícolas se realizan solo en andenes, además son superficies agrícolas que recrea el ambiente, modificando no solo la topografía, sino principalmente las características de los suelos para atender las demandas de la población, conservando los recursos naturales. La población actual maneja sosteniblemente este ambiente agreste enriqueciendo la herencia tecnológica y de infraestructura que recibieron de las diversas culturas prehispánicas.

## Agricultura orgánica
En la provincia la agricultura orgánica está muy desarrollada. Todos estos cultivos existen de manera orgánica: kiwicha, quinua, menta, maíz morado, anís, llacón, maíz chullpi, tarwi y cactus para consumo humano. Estos productos permiten la seguridad alimenticia de la zona y la comercialización, fundamentalmente a mercados internacionales.
Esto mediante el uso de técnicas agroecológicas, el uso racional del agua, la promoción de semillas mejoradas, la conservación de la agrodiversidad, el fortalecimiento de los grupos organizados de productores; así como actividades de ganadería como soporte y el uso de andenes incaicos. 

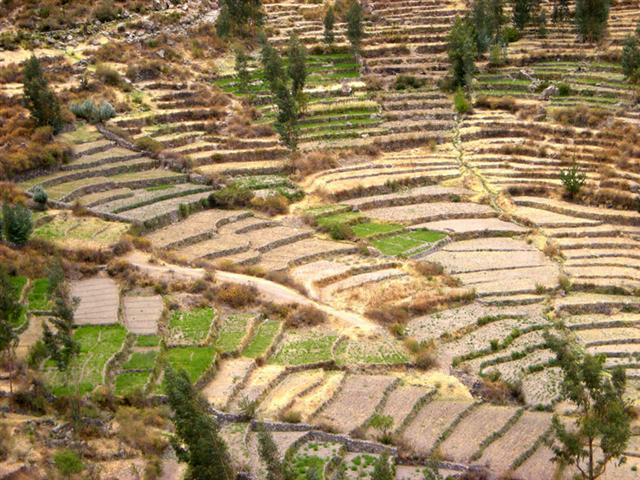
Andenes Cahuana.

## Turismo sostenible

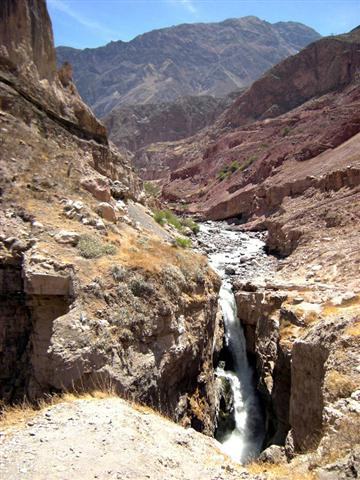
Catarata de Sipia.

La reserva paisajística Subcuenca del Cotahuasi, es un Área Natural Protegida (ANP), es ahí, donde se conjuga el atractivo de la naturaleza para hacer de estos viajes una aventura realmente placentera al apreciar hermosos paisajes y la biodiversidad de plantas nativas, muchas de ellas con propiedades medicinales. Esta biodiversidad crece en 12 ecosistemas de la Reserva desde el monte ribereño hasta el desierto frío a los alrededores de las cumbres nevadas del nevado Solimana y la cordillera de los Huanzos, y en las zonas muy altas donde la vegetación desaparece existen desiertos de arena roja y formaciones rocosas a los cuales los pobladores los denominan los bosques de piedra. 
Pero, eso no es todo además existen grandes obras arquitectónicas elaboradas por el hombre preincaico y que aún se conservan, son el conjunto de “andenes” que se observa en casi todos los pueblos de la reserva, son realmente admirables los de Pampamarca, el anfiteatro de andenes de Puyca y los de Quillunza, las andenerías de "waña" en el distrito de Veliga, en ellos se desarrolla una rica “agro biodiversidad” compuesta por cultivos de maíz, habas, papas, granos, fríjol, oca, arberja, tarwi, entre otros, que son productos andinos de producción orgánica. 
Es el hombre quien se encarga de gestionar la riqueza natural que existe en la reserva la siendo él mismo quien posee la cultura viva, herencia de sus ancestros y que hoy en día aún se puede observar en sus fiestas, costumbres, idioma, vestimenta y en el respeto y amor a su tierra “pachamama” y naturaleza “kawsay”, pues la naturaleza es la vida misma. En la reserva se siente y observa la armonía en la que convive el hombre y la naturaleza.
Además de ser naturaleza y aventura, el lugar es también cultura y tradición. Su patrimonio cultural consiste en antiguos pueblos andinos que conservan aun sus tradiciones ancestrales, comunidades de tejedores de alfombras, iglesias coloniales, caminos incas, andenerías precolombinas y construcciones de origen Inca y Wari de gran esplendor. La identidad cultural de las comunidades rurales en particular constituye un atractivo singular para los visitantes. Se puede disfrutar de una variada muestra de folklore y artesanía andina, además de deliciosos vinos producidos artesanalmente.

## Atractivos turísticos
- Sipia: La catarata de Sipia inicia su trayecto en un punto en que, el río Cotahuasi reduce abruptamente su cauce a solo 5 m de ancho y se precipita en 150 m de caída libre estrellándose violentamente con las rocas.

- Luicho: El complejo turístico de las aguas termales de Luicho consta de tres piscinas con aguas que brotan del cerro del mismo nombre, las cuales varían entre los 33 y 38 °C. Son de conocidas propiedades medicinales y relajantes por lo que son ideales para personas que sufren estrés.

- El bosque de piedras de Santo Santo, cuya extensión es de 5 kilómetros cuadrados, encontrándose a 4.200 msnm, a 17 kilómetros de distancia del pueblo de Cotahuasi.

- El bosque de Puyas Raimondi en el poblado de Lauripampa.

- El bosque de Cactus Gigantes de Judío Pampa en el poblado de Quechualla, pueblo que además es famoso por las viñas y variedad de frutas del que es poseedor. La peculiaridad de estos cactus gigantes es que llegan a medir aproximadamente entre 12 y 13 metros, además de convivir con un tipo de murciélago con el que establece una simbiosis.

- Varios pueblos típicos de la sierra peruana, con calles estrechas, casas blanqueadas con cal y con rústicos balcones.

### Clima
La mejor temporada para visitar Cotahuasi es entre los meses de mayo y noviembre, meses en los que los días son soleados, las noches frescas y las lluvias escasas. Por contraparte, las temporadas de lluvia van desde diciembre a marzo. Debido a que la zona tiene distintos pisos altitudinales, la temperatura varía de 8 a 28 °C.